# Olof Trygg
Carl Olof Trygg, född 21 december 1910 i Stora Tuna, död 1 mars 1993 i Halmstad, var en svensk skulptör
Han var son till skulptören Carl Johan Trygg och Maria Axelina Andersson samt gift första gången 1931 med Alice Hallberg, andra gången 1937-1946 med Ebba Johanson och tredje gången 1947-1958 med Elsa Viktoria Ekenstéen. Trygg lärde sig tidigt att skära gubbar i trä av sin far och kom  senare att arbeta med täljsten. Han var bosatt i Kanada 1928-1935 och 1952-1953. Han ställde ut separat på stadsbiblioteket i Halmstad 1957, men större del av hans produktion såldes i USA.